# Докшицер, Владимир Александрович
Владимир Александрович Докшицер (род. 1938, Москва) — российский трубач и музыкальный педагог, артист оркестра Большого театра, профессор Российской Академии музыки имени Гнесиных, преподаватель Государственного музыкального училища имени Гнесиных. Брат Тимофея Докшицера.
Среди учеников Владимира Александровича солисты российских оркестров и театров:
- Е.Гурьев, солист Большого театра РФ
- К.Якушев, артист Большого театра РФ
- Д.Мурзов, артист Большого театра РФ
- Я.Алексеев, артист Большого театра РФ
- Е.Алимов, солист Государственной академической симфонической капеллы России п/у В.Полянского
- Е.Березина, артистка Государственного симфонического оркестра «Новая Россия»
- Е.Солодовников, солист Отдельного военного показательного оркестра Министерства обороны РФ

## Награды и звания
- Заслуженный работник культуры Российской Федерации (1998)
- Профессор (2014)